# Бугнер, Боб
Роберт Дуглас Бугнер (род. 8 марта 1971 года)  — канадский профессиональный тренер по хоккею с шайбой и бывший игрок по прозвищу «Бугимен». В настоящее время он является помощником тренера Детройт Ред Уингз. В качестве главного тренера команды «Уинсор Спитфайрз» в Хоккейной лиге Онтарио Боунер выиграл два крупных национальных чемпионата Канады среди юниоров Мемориального кубка в 2009 и 2010 годах и дважды в 2008 и 2009 годах, получал награду Брайана Килриа «Тренер года» в CHL.

## Игровая карьера

### Юниорская
Бугнер вырос в районе Виндзора, играл в небольшой хоккей и в 15 лет играл в клубе Belle River Canadians Jr. Он уехал в возрасте 16 лет, чтобы играть за команду Сент-Мэри в 1987–88. Одним из товарищей Баунера по команде  был бывший главный тренер НХЛ Дэн Байлсма. В следующем году Бугнер был задрафтован клубом OHL Сент. Мари Грейхаундс. В свой первый год в «Грейхаундз» в 1988–89 годах Бугнер провел 64 игры, забив шесть голов и набрав 21 очко, заработав при этом 182 минуты штрафа, однако клубу не удалось выйти в плей-офф.
В сезоне 1989–90 Бугнер заметил, что его продуктивность в атаке увеличилась, поскольку он забил семь голов и набрал 30 очков всего в 49 играх, однако перестраивающиеся «Грейхаунды» не смогли выйти в плей-офф второй сезон подряд.
В 1990–91 годах Боунер снова улучшил свои навыки в нападении, забив 13 голов и набрав 46 очков в 64 играх, а также набрав 156 минут штрафа, что является вторым результатом среди борзых, что помогло команде. Мари выйти в плей-офф. В плей-офф Бугнер участвовал во всех 14 играх, забив два гола и набрав 11 очков, поскольку «Грейхаундз» выиграли чемпионат ОХЛ, победив «Ошава Дженералз» в финальном раунде и заработав себе место в Мемориальном кубке 1991 года. На Мемориальном кубке Боунер провел три игры без очков, а Сент. Мари заняли четвертое место в турнире четырех команд.

### Профессиональная

#### Детройт Ред Уингз (1991-1994)
Бугнер был выбран «Детройт Ред Уингз» во втором раунде драфта НХЛ 1989 года под общим 32-м номером.
Red Wings направили Бугнера в свой филиал ECHL, «Толедо Шторм», на сезон 1991–92. В 28 играх со «штормом» Бугнер забил три гола и 13 очков, а в пяти играх плей-офф забил два гола.
Бугнер провел весь сезон 1992–93 в «Адирондаке», сыграв в 69 играх, забив гол и набрав 17 очков, а также набрав 190 минут штрафа, что стало четвертым результатом в команде. Боунер не участвовал ни в каких играх плей-офф из-за травм.
Благодаря большему игровому времени в 1993–94 годах с «Адирондаком», Бугнер заметил, что его результативность в атаке увеличилась, забив восемь голов и набрав 22 очка в 72 играх, также он набрал 292 минуты штрафа, что является вторым результатом в команде. В плей-офф Бугнер забил гол и набрал два очка в 10 играх.
По окончании сезона Бугнер вышел на рынок в качестве свободного агента.

#### Флорида Пантерз (1994-1996)
25 июля 1994 года Бугнер подписал контракт с «Флорида Пантерз» в качестве свободного агента. «Пантеры» назначили Боунера в команду Cincinnati Cyclones IHL на сезон 1994–95.
В 81 игре с Цинциннати Бугнер забил два гола и набрал 16 очков, а также 192 минуты штрафа, что стало вторым результатом в команде. В 10 играх плей-офф у Бугнер не было очков.
В 1995–96 годах «Пантеры» направили Бугнера в свой филиал АХЛ, «Каролина Монархс» , где в 46 играх Бугнер забил два гола, 17 очков и 127 минут штрафа.
1 февраля 1996 года «Пантеры» обменяли Бугнера в «Баффало Сейбрз» на выбор «Сейбрз» в третьем раунде драфта НХЛ 1996 года.

#### Баффало Сейбрз (1996-1998).
После приобретения Бугнера у «Флорида Пантерз», «Сейбрз» решили перевести его в НХЛ на оставшуюся часть сезона 1995–96.
3 февраля Бугнер дебютировал в НХЛ, не набрав очков и заработав 12 минут штрафа, в игре против «Бостон Брюинз», которую проиграли со счетом (4:2). 23 февраля Бугнер записал свое первое очко в карьере, результативную передачу, в победе «Сейбрз» со счетом (7:2) над «Филадельфия Флайерз». Бугнер остался с «Сейбрз» до конца сезона, заработав всего одну передачу в 31 игре, а также 104 минуты штрафа.
21 февраля 1997 года, в своей 85-й игре в карьере, Бугнер забил свой первый гол в НХЛ против Эрика Фишо из «Нью-Йорк Айлендерс» в победе «Сейбрз» со счетом (5:2). 11 марта Бугнер записал свою первую игру с несколькими очками, заработав две передачи, в победе над « Филадельфией Флайерз» со счетом (3:2). В целом Бугнер забил один гол и восемь очков в 77 играх и имел 225 минут штрафа, когда Баффало вышел в плей-офф. Бугнер сыграл в своей первой игре плей-офф в карьере 17 апреля, не набрав очков в победе над «Оттава Сенаторз» со счетом (3:1). 3 мая Бугнер заработал свое первое очко в плей-офф, результативную передачу, проиграв «Филадельфия Флайерз» со счетом (5:3). В 11 матчах плей-офф у Бугнера была одна результативная передача и девять минут штрафа.
В 1997–98 годах Бугнер забил гол и четыре очка в 69 играх и занял третье место по общему количеству штрафных минут в команде (165 минут). В 14 играх плей-офф Бугнер сделал четыре результативные передачи.
26 июня 1998 года «Сейбрз» оставили Бугнера без защиты на драфте расширения НХЛ 1998 года, и его выбрали «Нэшвилл Предаторз».

#### Нэшвилл Предаторз (1998-2000)
31 октября он заработал свое первое очко в составе «Нэшвилла» - результативную передачу в матче против «Колорадо Эвеланш». Бугнер забил свой первый гол за «Нэшвилл» 26 декабря, забив Олафу Кёльцигу из «Вашингтон Кэпиталз». В целом, Бугнер забил три гола и заработав 13 очков в 79 играх в сезоне 1998–99.
Бугнер начал сезон 1999–2000 годов в «Нэшвилле», забив два гола и заработав шесть очков в 62 играх.
13 марта 2000 года «Хищники» обменяли Бугнера в «Питтсбург Пингвинз» на Павла Скрбека.

#### Питсбург Пингвинз (2000 - 2001)
Бугнер закончил сезон 1999–2000 годов с «Питтсбург Пингвинз», и в своей первой игре с клубом 16 марта 2000 года он забил победный гол в большинстве против Тревора Кидда из «Флорида Пантерз».  В 11 играх с «Питтсбургом» Бугнер забил всего один гол. В плей-офф Бугнер сделал две передачи в 11 играх.
В 2000–01 годах Бугнер забил гол и заработал четыре очка в 58 играх, а также 147 минут штрафа были вторыми по величине для «Пингвинз». В 18 играх плей-офф Бугнер сделал результативную передачу.
По окончании сезона Бугнер вышел на рынок в качестве свободного агента.

#### Калгари Флеймз (2001-2003).
2 июля 2001 года Бугнер подписал контракт с «Калгари Флэймз», что дало молодому, перестраивающемуся клубу солидное присутствие ветеранов.
13 октября Бугнер забил свой первый гол и добавил результативную передачу, набрав свои первые очки с «Калгари», забив Эду Белфора из «Даллас Старз». Он закончил сезон с двумя голами и шестью очками, набрав 170 минут штрафа в 79 играх. Во второй половине сезона Бугнер был вторым капитаном команды.
В 2002–2003 годах Бугнер провел лучший сезон в своей карьере в НХЛ, забив три гола и заработав 17 очков в 69 играх, однако «Флэймз» не попали в плей-офф.
16 июля 2003 года «Флэймз» обменяли Бугнер и выбор в четвертом раунде драфта НХЛ 2004 года в «Каролина Харрикейнз» на выбор в пятом раунде драфта НХЛ 2005 года.

#### Каролина Харрикейнз (2003-2004)
Он заработал свое первое очко в составе «Харрикейнз» 28 ноября, сделав результативную передачу, проиграв «Филадельфия Флайерз».
В 43 играх за «Каролину» Бугнер сделал пять результативных передач. Его обменяли в «Колорадо Эвеланш» на Криса Бахена, также получив право выбора в четвертом и пятом раундах драфта НХЛ 2004 года.

#### Колорадо Эвеланш (2004-2006)
7 апреля в своей первой игре плей-офф с «Колорадо» Бугнер сделал две передачи, поучаствовав в победе над «Даллас Старз» со счетом (3:1)  В целом в 11 играх плей-офф Бугнер сделал четыре передачи.
Бугнер не играл в хоккей в сезоне 2004–05 из-за локаута в НХЛ, который отменил весь сезон.
В 2005–2006 годах Бугнер забил гол и заработал семь очков в 42 играх, однако его время на льду резко сократилось, в среднем всего 7:15 за игру.
15 июня 2006 года Бугнер объявил о завершении карьеры в НХЛ.

## Карьера тренера
Бугнер возглавил новую группу владельцев, купив в феврале 2006 года «Уинсор Спитфайрз», испытывавший тогда трудности. Он был главным тренером команды, а также президентом и генеральным директором, за исключением сезона 2010–11 годов, когда Боунер работал помощником в Коламбус Блю Джекетс.
В 2007–2008 годах он тренировал «Спитфайрз» до второго лучшего результата в регулярном сезоне в их истории с 94 очками и был удостоен звания тренера года в OHL и CHL. 15 апреля 2009 года Бугнер второй год подряд был назван тренером года OHL.
8 мая 2009 года он привел «Спитфайрз» к их первому чемпионству в ОХЛ за 21 год с лучшими 115 очками в лиге. Кроме того, в том же году Виндзор выиграл первый Мемориальный кубок, став первой командой, проигравшей первые две игры турнира и все же выигравшей Кубок. В 2010 году «Спитфайрз» Бугнера успешно защитили свой чемпионский титул «Мемориальный кубок».
24 июня 2009 года он был выбран организацией Hockey Canada в качестве тренера национальной хоккейной команды до 18 лет на турнире «Мемориал Ивана Глинки». Команда продолжала доминировать, оставаясь непобежденной, и выиграла золото на турнире.
12 июня 2017 года он был назначен главным тренером «Флорида Пантерз». 7 апреля 2019 года «Пантеры» уволили Бугнера после того, как команда не смогла выйти в плей-офф второй сезон подряд. Он вернулся в «Шаркс» в качестве помощника 29 мая. 11 декабря 2019 года Бугнер был назначен временным главным тренером «Шаркс» после увольнения Питера ДбБура. 22 сентября 2020 года он стал бессменным главным тренером «Акул». После трех сезонов подряд пропуска плей-офф Бугнер был впоследствии уволен. 
8 июля 2022 года Бугнер был назначен помощником тренера «Детройт Ред Уингз».

## Статистика

### Клубная
И - игры, Г - голы, П - передачи, О - очки, Ш - штрафные минуты.
| 1986–87     | Белл Ривер Канадиенс  | GLJHL       | 37  | 3  | 11 | 14 | 88   | —  | — | —  | —  | —  |
| 1987–88     | Сент-Мэрис Линкольн   | WOHL        | 36  | 4  | 18 | 22 | 177  | —  | — | —  | —  | —  |
| 1988–89     | Сент. Мари Грейхаундс | OHL         | 64  | 6  | 15 | 21 | 182  | —  | — | —  | —  | —  |
| 1989–90     | Сент. Мари Грейхаундс | OHL         | 49  | 7  | 23 | 30 | 122  | —  | — | —  | —  | —  |
| 1990–91     | Сент. Мари Грейхаундс | OHL         | 64  | 13 | 33 | 46 | 156  | 14 | 2 | 9  | 11 | 35 |
| 1991–92     | Толедо Шторм          | ECHL        | 28  | 3  | 10 | 13 | 79   | 5  | 2 | 0  | 2  | 15 |
| 1991–92     | Адирондак Ред Уингз   | AHL         | 1   | 0  | 0  | 0  | 7    | —  | — | —  | —  | —  |
| 1992–93     | Адирондак Ред Уингз   | AHL         | 69  | 1  | 16 | 17 | 190  | —  | — | —  | —  | —  |
| 1993–94     | Адирондак Ред Уингз   | AHL         | 72  | 8  | 14 | 22 | 292  | 10 | 1 | 1  | 2  | 18 |
| 1994–95     | Цинциннати Циклонс    | IHL         | 81  | 2  | 14 | 16 | 192  | 10 | 0 | 0  | 0  | 18 |
| 1995–96     | Каролина Монархс      | AHL         | 46  | 2  | 15 | 17 | 127  | —  | — | —  | —  | —  |
| 1995–96     | Баффало Сейбрз        | NHL         | 31  | 0  | 1  | 1  | 104  | —  | — | —  | —  | —  |
| 1996–97     | Баффало Сейбрз        | NHL         | 77  | 1  | 7  | 8  | 225  | 11 | 0 | 1  | 1  | 9  |
| 1997–98     | Баффало Сейбрз        | NHL         | 69  | 1  | 3  | 4  | 165  | 14 | 0 | 4  | 4  | 15 |
| 1998–99     | Нэшвилл Предаторз     | NHL         | 79  | 3  | 10 | 13 | 137  | —  | — | —  | —  | —  |
| 1999–2000   | Нэшвилл Предаторз     | NHL         | 62  | 2  | 4  | 6  | 97   | —  | — | —  | —  | —  |
| 1999–2000   | Питтсбург Пингвинз    | NHL         | 11  | 1  | 0  | 1  | 69   | 11 | 0 | 2  | 2  | 15 |
| 2000–01     | Питтсбург Пингвинз    | NHL         | 58  | 1  | 3  | 4  | 147  | 18 | 0 | 1  | 1  | 22 |
| 2001–02     | Калгари Флэймз        | NHL         | 79  | 2  | 4  | 6  | 170  | —  | — | —  | —  | —  |
| 2002–03     | Калгари Флэймз        | NHL         | 69  | 3  | 14 | 17 | 126  | —  | — | —  | —  | —  |
| 2003–04     | Каролина Харрикейнз   | NHL         | 43  | 0  | 5  | 5  | 80   | —  | — | —  | —  | —  |
| 2003–04     | Колорадо Эвеланш      | NHL         | 11  | 0  | 0  | 0  | 8    | 11 | 0 | 4  | 4  | 6  |
| 2005–06     | Колорадо Эвеланш      | NHL         | 41  | 1  | 6  | 7  | 54   | —  | — | —  | —  | —  |
| Всего в NHL | Всего в NHL           | Всего в NHL | 630 | 15 | 57 | 72 | 1382 | 65 | 0 | 12 | 12 | 67 |

### Тренерская

#### NHL
И - игры, В - победы, П - поражения, ПО - поражения в овертайме/буллиты, О - очки.
| Команда         | Сезон       | Регулярный сезон | Регулярный сезон | Регулярный сезон | Регулярный сезон | Регулярный сезон | Регулярный сезон   | Плей-офф |
| Команда         | Сезон       | И                | В                | П                | ПО               | О                | Место              | Итог     |
| --------------- | ----------- | ---------------- | ---------------- | ---------------- | ---------------- | ---------------- | ------------------ | -------- |
| Флорида Пантерз | 2017–18     | 82               | 44               | 30               | 8                | 96               | 4-е, Атлантический | Не вышли |
| Флорида Пантерз | 2018–19     | 82               | 36               | 32               | 14               | 86               | 5-е, Атлантический | Не вышли |
| Сан-Хосе Шаркс  | 2019–20     | 37               | 14               | 20               | 3                | 31               | 8-e, Тихоокеанский | Не вышли |
| Сан-Хосе Шаркс  | 2020–21     | 56               | 21               | 28               | 7                | 49               | 7-e, Тихоокеанский | Не вышли |
| Сан-Хосе Шаркс  | 2021–22     | 82               | 32               | 37               | 13               | 77               | 6-e, Тихоокеанский | Не вышли |
| Всего в NHL     | Всего в NHL | 339              | 147              | 147              | 45               |                  |                    |          |

#### OHL
И - игры, В - победы, П - поражения, ВО - победа в овертайме/буллиты, ПО - поражения в овертайме/буллиты, О - очки.
| Команда          | Сезон   | Регулярный сезон | Регулярный сезон | Регулярный сезон | Регулярный сезон | Регулярный сезон | Регулярный сезон | Регулярный сезон | Плей-офф              |
| Команда          | Сезон   | И                | В                | П                | ВО               | ПО               | О                | Место            | Итог                  |
| ---------------- | ------- | ---------------- | ---------------- | ---------------- | ---------------- | ---------------- | ---------------- | ---------------- | --------------------- |
| Уинсор Спитфайрз | 2006–07 | 68               | 18               | 43               | 2                | 5                | 43               | 5-е              | Не вышли в плей-офф   |
| Уинсор Спитфайрз | 2007–08 | 68               | 41               | 15               | 7                | 5                | 94               | 2-е              | Вылетели в 1-м раунде |
| Уинсор Спитфайрз | 2008–09 | 68               | 57               | 10               | 0                | 1                | 115              | 1-е              | Чемпионы OHL          |
| Уинсор Спитфайрз | 2009–10 | 68               | 50               | 12               | 5                | 1                | 106              | 1-е              | Чемпионы OHL          |
| Уинсор Спитфайрз | 2011–12 | 68               | 29               | 32               | 5                | 2                | 65               | 4-е              | Вылетели в 1-м раунде |
| Уинсор Спитфайрз | 2012–13 | 68               | 26               | 33               | 3                | 6                | 61               | 5-е              | Не вышли в плей-офф   |
| Уинсор Спитфайрз | 2013–14 | 68               | 37               | 28               | 3                | 0                | 77               | 2-е              | Вылетели в 1-м раунде |
| Уинсор Спитфайрз | 2014–15 | 68               | 24               | 40               | 2                | 2                | 52               | 5-е              | Не вышли в плей-офф   |
| Всего            | Всего   | 544              | 282              | 213              | 27               | 22               |                  |                  |                       |